# Carnival of Souls: The Final Sessions
Carnival of Souls: The Final Sessions är ett studioalbum av hårdrocksgruppen Kiss, utgivet den 28 oktober 1997. Albumet spelades in redan 1995 och läckte ut som bootleg 1996. Här visar Kiss en annan sida av sig själva. Skivan var tänkt att släppas om Reunion Tour skulle gå dåligt. Detta är Bruce Kulicks sista skiva med Kiss.
På denna skiva sjunger Bruce Kulick solo för första gången. Låten heter "I Walk Alone".

## Låtförteckning
| Nr  | Titel                     | Låtskrivare                               | Längd |
| --- | ------------------------- | ----------------------------------------- | ----- |
| 1.  | Hate                      | Gene Simmons, Scott Van Zen, Bruce Kulick | 4:36  |
| 2.  | Rain                      | Paul Stanley, Kulick, Curtis Cuomo        | 4:46  |
| 3.  | Master & Slave            | Stanley, Kulick, Cuomo                    | 4:57  |
| 4.  | Childhood's End           | Simmons, Tommy Thayer, Kulick             | 4:20  |
| 5.  | I Will Be There           | Stanley, Kulick, Cuomo                    | 3:49  |
| 6.  | Jungle                    | Stanley, Kulick, Cuomo                    | 6:49  |
| 7.  | In My Head                | Simmons, Van Zen, Jaime St. James         | 4:00  |
| 8.  | It Never Goes Away        | Stanley, Kulick, Cuomo                    | 5:42  |
| 9.  | Seduction of the Innocent | Simmons, Van Zen                          | 5:16  |
| 10. | I Confess                 | Simmons, Ken Tamplin                      | 5:23  |
| 11. | In the Mirror             | Stanley, Kulick, Cuomo                    | 4:26  |
| 12. | I Walk Alone              | Simmons, Kulick                           | 6:07  |

## Musiker
- Gene Simmons – bas, sång, bakgrundssång
- Paul Stanley – kompgitarr, sång, bakgrundssång
- Bruce Kulick – sologitarr, kompgitarr, elbas på "Rain", "I Will Be There", "Jungle", "It Never Goes Away" and "In the Mirror", bakgrundssång, sång och elbas på "I Walk Alone"
- Eric Singer – trummor, bakgrundssång